# Elisabeth Mansén

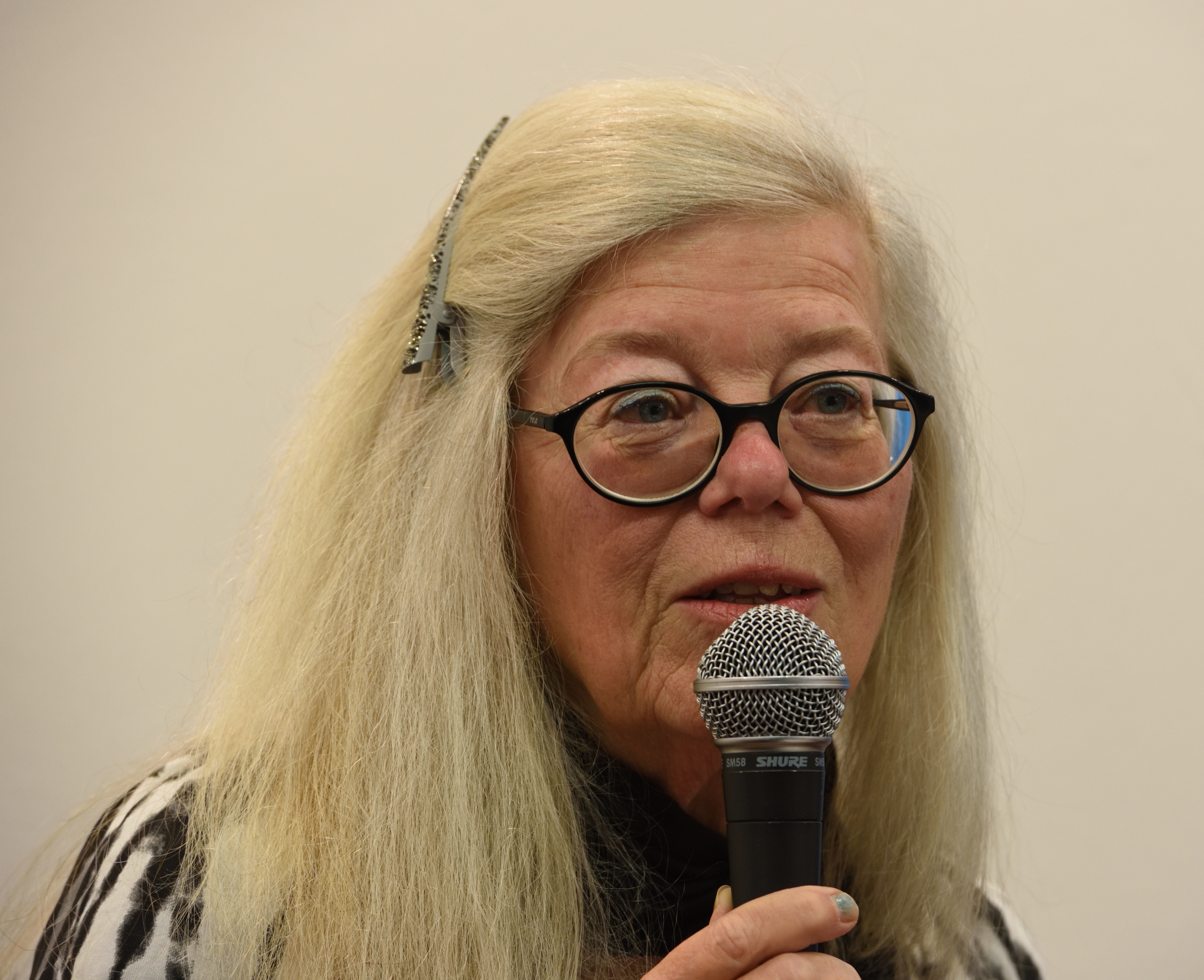
Elisabeth Mansén på Bokmässan i Göteborg 2022.

Gunnel Elisabeth Amalia Mansén Ellerström, ogift Mansén, född den 4 september 1954 i Brämhults församling i dåvarande Älvsborgs län, är sedan 2005 professor i idéhistoria vid Stockholms universitet. 

## Biografi
Mansén gick ut från naturvetenskaplig linje vid Nicolaiskolan i Helsingborg 1973. Hon studerade vid Lunds universitet, bland annat medicin, teologi, filosofi, psykologi, konstvetenskap och litteraturvetenskap.
Mansén tog en teologie kandidatexamen respektive en filosofie kandidatexamen 1980 samt har en ämneslärarexamen från lärarhögskolan i Malmö 1981. Hon disputerade den 27 maj 1993 i idé- och lärdomshistoria. År 1999 befordrades hon till oavlönad docent i idé- och lärdomshistoria vid Lunds universitet och år 2005 till professor i idé- och lärdomshistoria vid Stockholms universitet.
Hennes forskning rör främst de fem sinnenas idéhistoria och svensk kulturhistoria med tyngdpunkt på romantiken och 1700-talet.. Den största volymen hittills är Sveriges historia. 1721-1830 (2011). Hon har också skrivit Ett paradis på jorden (2001) som behandlar den svenska kurortskulturen från 1680 till 1880. En essä om Meret Oppenheims pälskopp står i Vidgade sinnen (2003), en artikel om Platon och sinnena står i Filosofiska citat (2006). Hennes avhandling, Konsten att förgylla vardagen. Thekla Knös och romantikens Uppsala (1993) behandlade det romantiska salongslivet.
Vid sidan av den akademiska produktionen har hon skrivit introduktioner och kommentarer till samt översättningar av Virginia Woolf, Mary Wollstonecraft, John Stuart Mill, Harriet Taylor Mill, Edgar Allan Poe, Joyce Carol Oates och Oscar Wilde.

### Familj
Elisabeth Mansén är gift med bokförläggaren och författaren Jonas Ellerström.

## På engelska
- "An Image of Paradise. Swedish Spas in the 18th Century", i Eighteenth Century Studies (University of Johns Hopkins, 1998) ISSN 0013-2586
- "Swedish Spas and Watering-Places", i Thermae Europae Magazine. Project of European Union 3/2008
- "A Splended New Picture of Jane Francesca Wilde?", i The Wildean: a Journal of Oscar Wilde Studies (40), 112-125 (2012)

## Översättningar
- Feministisk filosofi (en antologi i urval och översättning, samt med inledning av Jeanette Emt och Elisabeth Mansén, Nya Doxa, 1994) ISBN 91-88248-31-3
- John Stuart Mill, Förtrycket av kvinnan, respektive Harriet Taylor Mill, Kvinnans frigörelse (redigerad, i översättning och med inledning av Elisabeth Mansén, Nya Doxa, 1995) ISBN 91-88248-98-4
- Oscar Wilde: Människans själ under socialismen (översättning, inledning och kommentarer av Elisabeth Mansén, Ellerström, 2000) ISBN 91-7247-034-8
- Edgar Allan Poe: Upptäckter under hypnos (översättning och kommentarer av Elisabeth Mansén och Leif Furhammar, Ellerström, 2001) ISBN 91-7247-043-7
- Oscar Wilde: De profundis – Oscar Wildes brev från fängelset (inledning, översättning och kommentarer av Elisabeth Mansén, Ellerström, 2003) ISBN 91-7247-077-1
- Virginia Woolf: Ett eget rum (Ellerström, 2012)
- Joyce Carol Oates: Mörker och ömhet: dikter (Ellerström, 2013)

## Utmärkelser, ledamotskap och priser
- Ledamot av Vetenskapssocieteten i Lund (LVSL, 1997)[5]
- Svenska Akademiens gustavianska stipendium 2002
- Kungliga Gustav Adolfs Akademiens pris 2002
- Lotten von Kræmers pris 2009
- Hertig Karls pris 2012